# Endrevágása
Endrevágása (1899-ig Andrejova szlovákul: Andrejová) község Szlovákiában, az Eperjesi kerület Bártfai járásában.

## Fekvése
Bártfától 6 km-re északkeletre, az Endrevágási-patak partján fekszik.

## Története
Nevét 1355-ben említik először, amikor területe Makovica várának birtoka volt. A falu maga a 14. század végén keletkezett, ekkor már Szemelnye uradalmához tartozott. 1492-ben 10 ház állt a községben, ebből 3 lakatlan volt. A 15. század végén a lengyel sereg elpusztította. 1600-ban 15 jobbágyház, malom, templom és iskola is volt a faluban. A 17. században birtokosa halastavakat létesített itt, lakói főként erdőgazdálkodással foglalkoztak. 1711-ben a falu elnéptelenedett, majd ruszinokkal telepítették be. 1739 és 1742 között pestisjárvány sújtotta. 1787-ben 80 háza állt.
A 18. század végén Vályi András így ír róla: „ANDREJOVA. Andrinovka. Tót falu Sáros Vármegyében, birtokosa Gróf Szirmay Uraság, lakosai ó hitűek, fekszik Palocsához közel, mellynek filiája Bártfától mintegy más fél mértföldnyire. Határjának két harmad része nem terméketlen, legelője, és fája elegendő; de egyéb fogyatkozásaiért, a’ harmadik Osztályba számláltatott.”
1812-ben kolerajárvány pusztított. 1828-ban 84 háza volt.
Fényes Elek 1851-ben kiadott geográfiai szótárában így ír a faluról: „Andrejova, orosz falu, Sáros vgyében, Bártfához kelet-északra 1 1/4 mfd. 5 r., 648 g. kath. lak. Gör. paroch. templom. Hegyes, erdős, sovány határ. F. u. gr. Szirmay.”
A trianoni diktátum előtt Sáros vármegye Bártfai járásához tartozott.
Lakói ma főként Bártfa és Kassa üzemeiben dolgoznak.

## Népessége
| Év:            | 1994. | 2004.    | 2014.    | 2024.   |
| -------------- | ----- | -------- | -------- | ------- |
| Emberek száma: | 287   | 317      | 371      | 351     |
| Eltérés:       |       | +10,45 % | +17,03 % | -5,39 % |

| Év:            | 2023. | 2024. |
| -------------- | ----- | ----- |
| Emberek száma: | 351   | 351   |
| Eltérés:       |       | +0 %  |

1910-ben 401, túlnyomórészt ruszin lakosa volt.
2001-ben 306 lakosából 154 szlovák, 58 ruszin és 47 cigány volt.
2011-ben 362 lakosából 208 szlovák, 67 ruszin és 24 cigány.

## Nevezetességei
- Szűz Mária tiszteletére szentelt görögkatolikus temploma 1893-ban épült, kápolnája pedig 1925-ben. Berendezése a régi fatemplomból származik.